# Синий конь, танцующие горы
«Синий конь, Танцующие горы» (англ. Blue Horse, Dancing Mountains) — книга из рассказов об Амбере в «Хрониках Амбера» известного американского фантаста Роджера Желязны. Повествование идёт из уст Корвина, одного из девяти принцев Амбера (время после победа Амбера, и освобождения Корвина из Преисподней Хаоса). Относится с фантастике сверхъестественного.

## Название
Имеется ряд упоминаний названия синий конь, и танцующие горы в работах предшествующих авторов. Избранное Роджером Желязны название синтезировано, и возможно, показывает как невозможность (волшебность) предметов, так и ошибку Сухея, который счёл невозможным достижение Корвином своей цели. В своём интервью Роджер Желязны описал, как приступил к написанию своих книг, прочтя множество легенд, фольклора и чудесных историй. В результате его творчество представляет синтез фантастики (включая научную) и предшествующие элементы, частично отражённые в кривом зеркале, в результате которого яснее выступают какие-то отдельные элементы.

## Сюжет
Корвин, принц Амбера, путешествует на синем жеребце Шаске из Хаоса, подаренном Корвину его сыном Мерлином. Шаск разумен, отвечает на вопросы и подсказывает путь. Как волшебное существо, Шаск имеет свойство на ночь обращаться в неподвижного каменного змея или ящера, а с появлением солнца становиться конём, которому нет равных в скорости (все порождения Хаоса способны менять облик, и многие имеют магические способности).
Целью Корвина является достичь Танцующих гор — местности, отделяющей бесконечно разнообразный и красочный Хаос от владений Амбера (Порядка). Там он стал свидетелем разговора между двумя оппонентами великих космологических сил Хаоса и Амбера — Сухаем и Дворкиным. Они играли в шахматы, где фигурами служили твари Хаоса такие как Огненный Ангел и другие. Сухай и Дворкин обсуждали действия своих потомков, их возможные цели в ведущейся мировой игре. Корвин был упомянут как «достигший свободы».
Сухай сказал, что Корвин не успеет достичь Амбера и получить ключей к разгадке, а Дворкин ответил, что другие много раз недооценивали его, поглядывая в направлении следящего издалека Корвина. Вскоре они покидают Горы, и Корвин сообщает Шаску, что им предстоит адская скачка через множество отражений. Сына Оберона ждут новые приключения и подвиги.